# Ceiba (Panama)
Ceiba ist ein Corregimiento des Bezirks Almirante in der Provinz Bocas del Toro in Panama. Bei der Volkszählung im Jahr 2023 hatte es 1361 Einwohner. Das Corregimiento erstreckt sich über eine Fläche von 350,6 km².
Das Corregimiento wurde durch Gesetz Nr. 172 vom 19. Oktober 2020 geschaffen.

## Orte
Im Corregimiento Ceiba befinden sich folgende Orte:
- Bajo Culubre
- Cedrales
- Ceiba
- Ceiba Arriba
- Culebra
- Guayacán
- La Playita
- Quebrada Caracol
- Valle Libre
- Velorio o Monte Verde